# Forte Barba di Fiori
Il forte Barba di Fiori o forte Peio, Barbadifior (in ted. Werk Peio o Blockhaus Peio) nella toponomstica locale, è un forte austriaco costruito per difendere i confini dell'Impero austro-ungarico. Il forte appartiene al grande sistema di fortificazioni austriache al confine italiano.
I resti del forte si trovano sulla strada che porta da Peio al lago di Pian Palù, a una quota di 1.610 m, sulla destra orografica del torrente Noce.
Questa fortezza, assieme ad altre fortezze nei pressi del passo del Tonale, andavano a formare lo Sbarramento Tonale.

## Storia
Il forte faceva parte del subrayon II. La sua costruzione iniziò tra gli anni 1906-1907.
Questo forte, assieme ad un suo gemello, il forte Montozzo (mai costruito), aveva la funzione di chiudere la val di Peio, nel caso in cui gli italiani avessero deciso di invadere l'Impero, aggirando il passo del Tonale.
Il forte fu progettato dal tenente del Genio Maximilian Freuer, su una base di lavori del tenente Kleiner e dal capitano Zeidler. I lavori di costruzione furono invece affidati alla sorveglianza del tenente Stanislaus Navratil, i quali furono svolti dall'impresa del signor Giovanni Zontini di Riva del Garda.
Nell'anno 1906 si decise di ammodernare il forte, oramai divenuto obsoleto, ma questi lavori non furono mai realizzati.
Il forte era dotato di diversi sistemi di comunicazione, che lo rendevano in grado di comunicare con tutti gli altri forti dello sbarramento, sia con il telefono che con il telegrafo e con un collegamento ottico con il forte Presanella (o forte Pozzi Alti).
Durante la guerra, il forte svolse in generale più una funzione da casermetta che da forte.
Lasciato nell'incuria per molti decenni, il fortino è stato praticamente ridotto allo stato di rudere, dato che non è mai stato effettuato nessuno intervento di recupero. Tali lavori di ripristino e recupero sono stati congiuntamente approvati nel 2014 dai comuni di Peio, dove sorge la struttura, e di Pellizzano, proprietaria dell'immobile storico.
I lavori di restauro per promuovere e rivalorizzare il forte sono iniziati a giugno 2015 e proseguono tuttora, ad agosto 2016.

## Armamenti
Il forte era armato con due cannoni da 8 cm a tiro rapido e quattro mitragliatrici mod. Schwarzlose per il combattimento ravvicinato, che però già nel 1915 furono prelevati, per essere trasportati sotto la Cima Coni e lungo il costone di malga Pudria.

## Curiosità
- Sul fianco opposto della valle, si trovano i baraccamenti austro-ungarici, raggiungibili attraverso una strada militare che sale alla Pian della Vegaia.[4]